# Sam Dolgoff
Sam Dolgoff (1902-1990) est un anarcho-syndicaliste américain.

## Biographie
Né d'un père peintre dans le shtetl d'Ostrovsky à Vitebsk, en Russie, puis déménageant durant son enfance à New York, dans le Bronx, puis à Manhattan jusqu'à la fin de ses jours, Sam Dolgoff était un peintre depuis l'âge de 11 ans.
Il rejoint les Industrial Workers of the World en 1922 et en reste membre actif toute sa vie, jouant un rôle important dans le mouvement anarchiste au cours du XXe siècle.
Il cofonde le Libertarian Labor Review magazine, renommé plus tard Anarcho-Syndicalist Review (revue anarcho-syndicaliste), pour éviter toute confusion avec le parti libertarien américain (originellement nommé Libertarian Party).

## Textes
- Le néo-anarchisme américain. Nouvelle gauche et gauche traditionnelle, Le Mouvement Social, n°83, avril-mai 1973, texte intégral.